# Panițovo, Burgas
Panițovo (în bulgară Паницово) este un sat în comuna Nesebăr, regiunea Burgas,  Bulgaria. 

## Demografie
Componența etnică a satului Panițovo
     Bulgari (96,92%)
     Nicio identificare (3,07%)
     Altele (0%)
La recensământul din 2011, populația satului Panițovo era de 65 locuitori. Din punct de vedere etnic, majoritatea locuitorilor (96,92%) erau bulgari. Pentru 3,07% din locuitori nu este cunoscută apartenența etnică.